# Cavale (film, 2002)
Pour les articles homonymes, voir Cavale.
Série Trilogie de Lucas Belvaux
Un couple épatant
(2003) Après la vie
(2003)
Pour plus de détails, voir Fiche technique et Distribution.
Cavale est un film policier franco-belge réalisé par Lucas Belvaux, sorti en 2003. C'est un volet de la trilogie de Lucas Belvaux, les deux autres volets étant Après la vie et Un couple épatant.

## Synopsis
Bruno, terroriste d'extrême gauche emprisonné, s'évade. Il veut recommencer la lutte et faire sortir ses camarades de prison.
Mais ses anciens alliés lui font faux-bond, y compris Jeanne, son ancienne compagne, qui s'est mariée depuis et a maintenant un enfant. Elle est de plus sous surveillance policière étroite.
Bruno reprend alors contact avec Jaquillat, le parrain local. Mais celui-ci collabore avec l'inspecteur Pascal Manise, un flic pourri qu'il fournit en came en échange de sa bienveillance.
Toujours en cavale, Bruno fait la rencontre d'Agnès, une toxico en manque. Une amitié va naître entre ces deux individus au bout du rouleau.

## Fiche technique
- Titre : Cavale
- Réalisation : Lucas Belvaux
- Scénario : Lucas Belvaux
- Production : Diana Elbaum, Patrick Sobelman et Arlette Zylberberg
- Musique : Riccardo Del Fra
- Photographie : Pierre Milon
- Montage : Ludo Troch
- Décors : Frédérique Belvaux
- Costumes : Cécile Cotten
- Pays d'origine :  France et  Belgique
- Format : couleurs
- Genre : policier
- Durée : 111 minutes
- Date de sortie : 8 janvier 2003

## Distribution
- Lucas Belvaux : Bruno Le Roux
- Catherine Frot : Jeanne Rivet
- Dominique Blanc : Agnès Manise
- Ornella Muti : Cécile Costes
- Gilbert Melki : Pascal Manise
- Alexis Tomassian : Banane
- Patrick Descamps : Jacquillat
- Jean-Henri Roger : un voisin
- Thomas Badek : un agent secret
- Bourlem Guerdjou : un enseignant

## Distinctions
- Prix André-Cavens de l’Union de la critique de cinéma (UCC) pour le meilleur film belge
- Prix Louis-Delluc

## Lieux de tournage
L'action se déroulant à Grenoble, plusieurs scènes ont été tournées dans le centre-ville, dont certaines dans le garage hélicoïdal